# Diaea
Diaea là một chi nhện trong họ Thomisidae.

## Hình ảnh

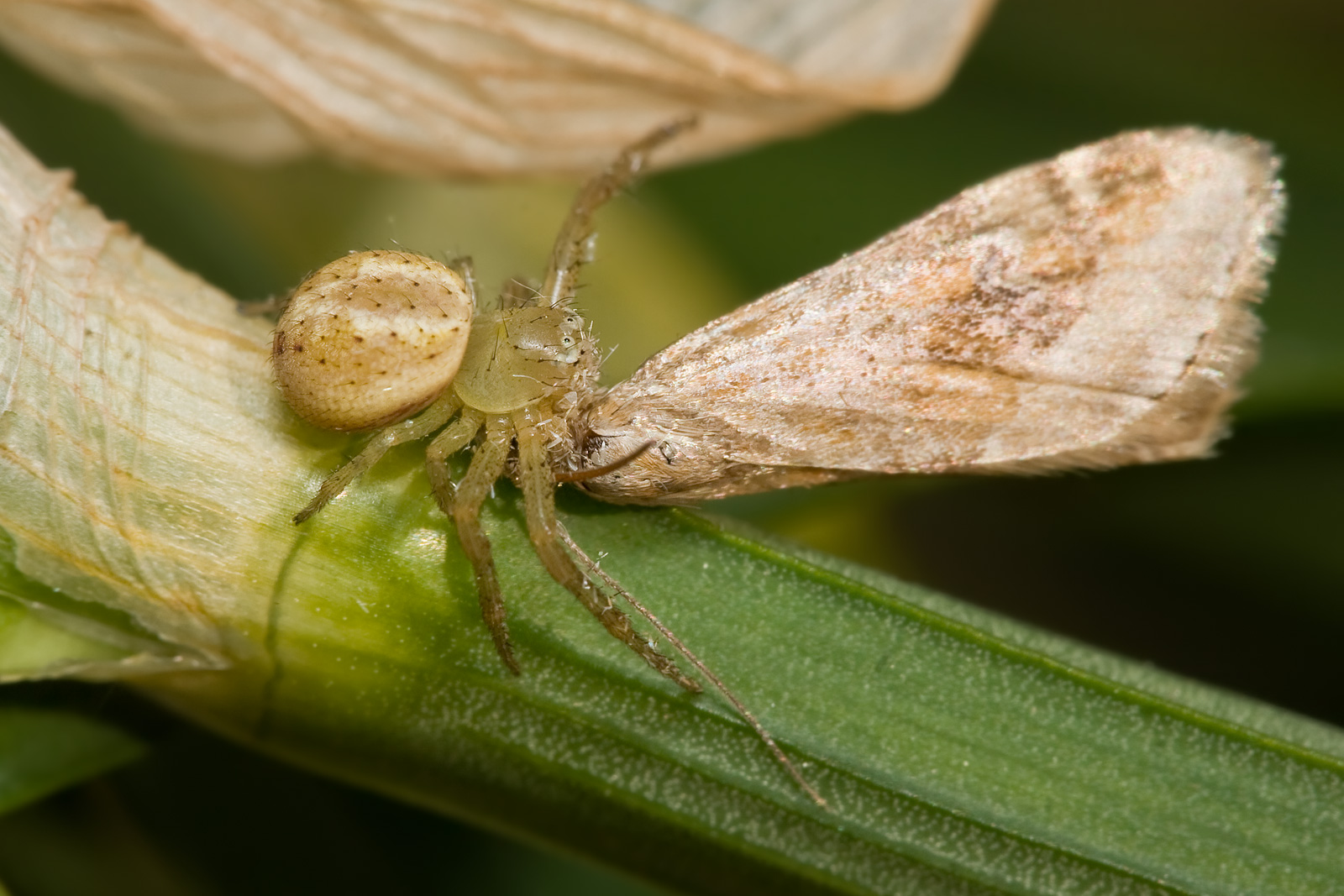
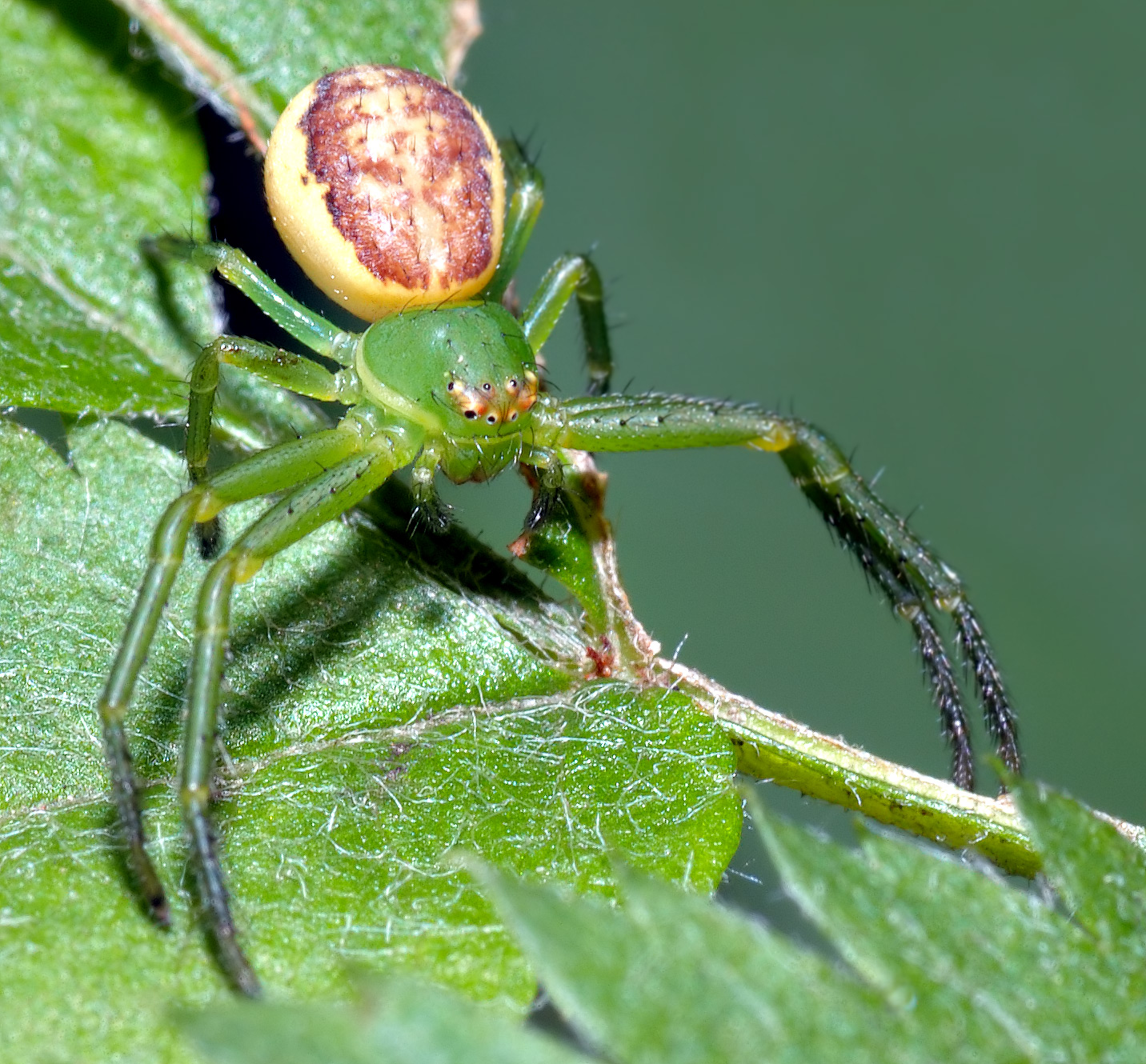
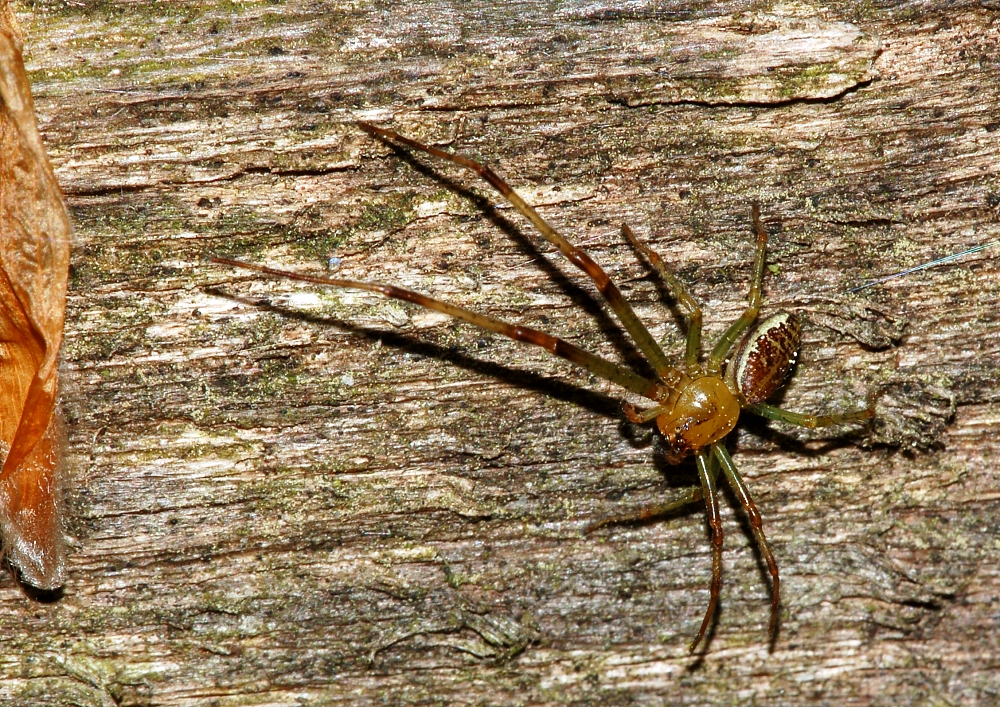